# Lac des Écorces
Pour les articles homonymes, voir Écorce (homonymie).
Le lac des Écorces est un plan d'eau douce de la municipalité Lac-des-Écorces, dans la municipalité régionale de comté (MRC) de Antoine-Labelle, dans la région administrative des Laurentides, au Québec, au Canada.

## Géographie
Le lac des Écorces est situé à 2,7 km en ligne directe (ou 5,4 km en suivant le courant de la rivière) au sud-ouest du pont du village de Lac-des-Écorces. Le lac est situé à 5,4 km à l'est de la Station de police (au Centre-ville de Mont-Laurier ; à 9,3 km au nord du centre du village de Kiamika et à 2,4 km du centre du village de Val-Barrette (situé au sud du lac Gauvin).
La rivière Kiamika se déverse a priori dans le lac aux Barges (connexe du côté nord au lac des Écorces), puis coule dans le lac des Écorces (altitude : 236 m) sur 5,0 km, vers le sud-ouest en contournant une presqu'île, puis vers le sud, jusqu'à l'embouchure situé au sud du lac, près de l'île Latour. Le lac des Écorces recueille au nord-est les eaux de la décharge du lac Gauvin, venant de l'est.
La rive ouest du lac aux Barges comporte des zones de marais, ainsi que la presqu'île qui s'avance de l'ouest dans le lac des Écorces, constituant ainsi une bande de terre séparant les deux lacs.
Outre la rivière Kiamika, le lac des Écorces s'alimente par :
- du côté ouest (au fond de la baie) : le ruisseau Villemaire venant de la ville de Mont-Laurier, lequel reçoit les eaux du ruisseau Thibault (qui prend sa source au lac Thibault) ; et la décharge du lac Limoges (venant de l'ouest) ;
- du côté nord-est : la décharge du lac Gauvin, lequel reçoit la décharge du lac Saint-Onge, situé du côté est.

Les sommets de montagnes autour du lac des Écorces atteignent :
- côté sud : 379 m (à 1,4 km du lac) ;
- côté est (soit sur l'isthme séparant le lac des Écorces et le lac Gauvin) : 291 m ; 337 m (à l'est du lac Gauvin) ;
- côté nord-ouest : 323 m (à 0,8 km à l'ouest du lac aux Barges) ;
- côté ouest : 308 m (à 1,5 km à l'ouest du lac Limoges).
- côté nord-est : des terres cultivables.

## Toponymie
Le toponyme "lac des Écorces" a été officialisé le 5 décembre 1968 à la Banque des noms de lieux de la Commission de toponymie du Québec.